# Polymixis laportei
Polymixis laportei là một loài bướm đêm trong họ Noctuidae.